# Leggenda di San Pietro al Monte

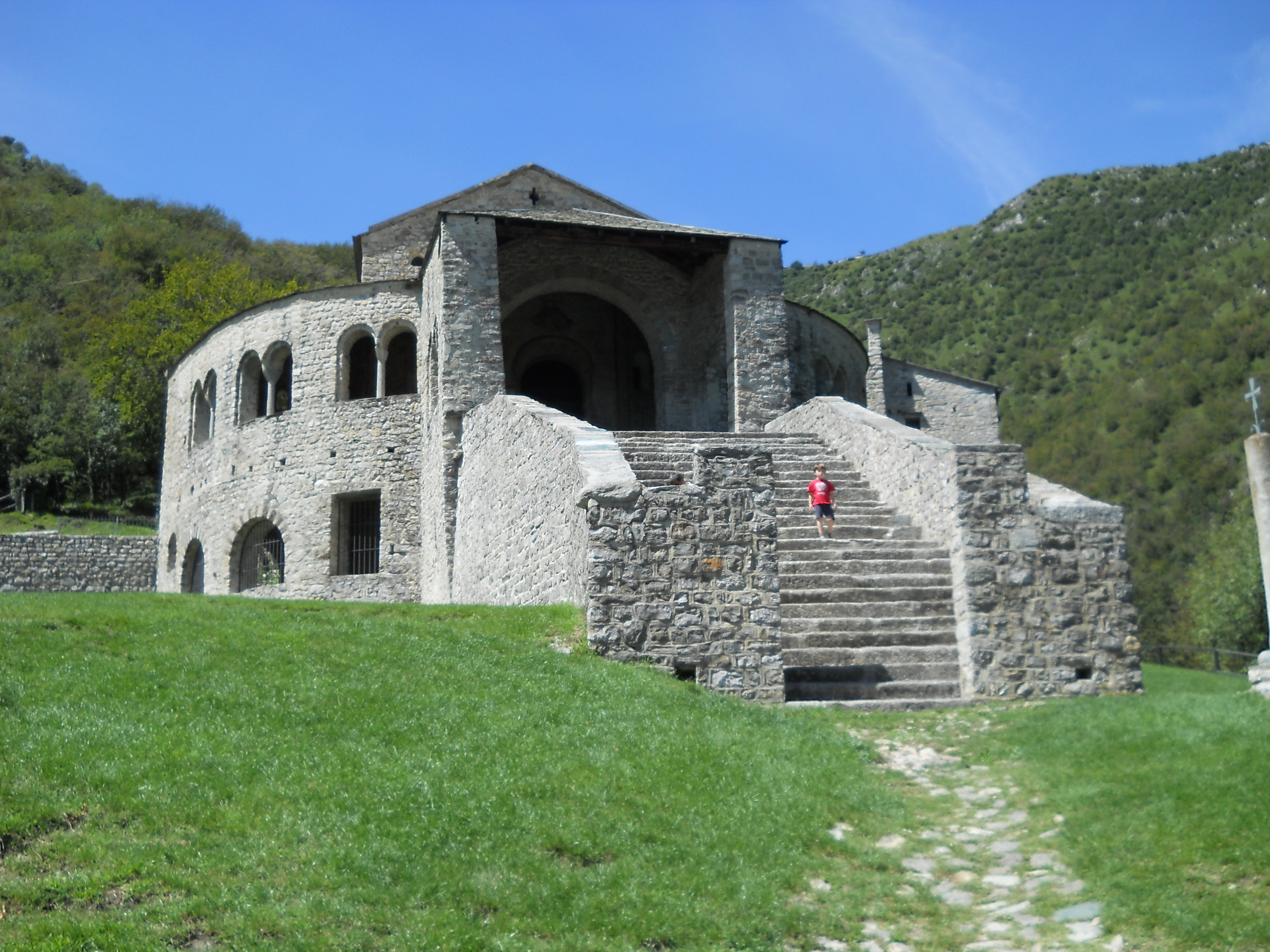
Basilica di San Pietro al Monte

La leggenda di San Pietro al Monte (o leggenda del cinghiale bianco di Civate) è una leggenda che vuole spiegare la fondazione della chiesa omonima come un atto di devozione del Re longobardo Desiderio.

## L'antica favola
La leggenda, nella sua versione più diffusa, narra come Adelchi, giovane principe impetuoso e arrogante, appassionato di caccia e cupido di primeggiare mostrando a tutti i suoi vassalli la propria forza e abilità, viene a sapere della presenza di un misterioso Cinghiale Bianco, che si aggira nei boschi sopra Civate e tutt'attorno al Monte Cornizzolo. Il cinghiale pare sia enorme e ferocissimo: una vera sfida per un cacciatore che abbia voglia di farsi un nome. Chi dovesse riuscire a catturarlo, avrebbe fama eterna e il rispetto e l'ammirazione di tutti gli uomini.
Adelchi non resiste alla tentazione di misurarsi con l'animale e organizza una battuta di caccia.
All'inizio sembra essere una normale spedizione venatoria come tante altre, ma col passare del tempo, i compagni di viaggio del Principe si accorgono che qualcosa non va.
Il cinghiale non si trova. Se ne vedono solo le tracce inquietanti: alberi divelti, segni delle enormi zanne, impronte impressionanti...
La caccia di Adelchi si fa ossessiva, allucinata, esasperata. Il principe non vuole rinunciare, non può rinunciare, non può perdere la faccia così di fronte a tutti i suoi sudditi, ne va del suo onore di principe, ne va del suo potere. A chi gli suggerisce di lasciar perdere risponde in malo modo, facendosi sempre più scontroso, arrogante e prepotente, fino ad arrivare al punto di minacciare punizioni per chi desista dalla caccia. Infine, sempre più insoddisfatto dei suoi compagni che, spossati dalla fatica, non riescono a tenergli dietro, li abbandona in mezzo al bosco. Continua così da solo nell'inseguimento della bestia e non si accorge che intanto cala la sera.
Ed ecco, durante la notte appare qualcosa di terribile, su cui la leggenda resta vaga; ma ogni versione della storia concorda nel ritrovare, il giorno dopo, il giovane principe cieco e sconvolto, come se durante quella caccia infernale  avesse incontrato il demonio.
Un pio eremita, fortunatamente, lo ritrova e lo porta nel suo rifugio: quella, gli spiega, è una terra sacra da tempi immemorabili, poiché in quelle montagne e in quella natura così piena di terribile bellezza, l'Uomo ha sempre percepito la presenza di Dio, riflettendo sulla propria pochezza e sulla vanità delle glorie terrene.
Il giovane Principe, allora, appresa la lezione, si pente amaramente della vita che ha condotto finora e fa voto di rispettare i propri sudditi per tutta la vita. E fu allora che l'eremita, lavandogli gli occhi con l'acqua di una fonte che scaturiva dalle rocce vicine al suo rifugio, gli restituì miracolosamente la vista. Il padre di Adelchi, Re Desiderio, per riconoscenza, a proprie spese fece edificare la chiesa che tuttora si può ammirare a un'ora di cammino tra i boschi da Civate.

## Analisi e significato della leggenda
La leggenda, molto suggestiva, combina numerosi elementi tipici del folklore europeo, suggerendo un interessante sostrato celtico successivamente "cristianizzato" nel corso dei secoli, come avvenne in tutto il resto d'Europa.
Il cinghiale bianco è notoriamente simbolo celtico: animale sacro, viene divinizzato in Moccus, si ritrova spesso a fianco del Dio Lúg, come trasformazione del Padre Divino Cian, ed è venerato da druidi, cacciatori e guerrieri.
Nel Mabinogion, nel racconto di Culhwch e Olwen, si racconta della cattura del mitico cinghiale Twrch Trwyth da parte di Re Artù; ma il cinghiale resta comunque un animale presente in molti altri miti anche delle altre religioni antiche (vedasi ad esempio il mito del Cinghiale Calidonio).
La caratteristica peculiare della leggenda di Civate, però, è di fondere la simbologia del cinghiale  con un altro tema, molto diffuso nell'arco alpino: quello della "Caccia Selvaggia" (o Caccia Selvatica).
La "Caccia Selvaggia" - ovvero il corteo dei morti: credenza che nella sua essenza vuole che durante la notte le forze della morte percorrano la terra, come in una battuta di caccia ultraterrena, guidate da figure demoniache, portandosi via, come preda, l'incauto viandante che ha la sventura di incrociare il loro cammino.
La credenza è una chiara e palese mitizzazione dell'atavica paura del buio: a restare fuori di notte si corrono seri rischi.
Nei suoi sviluppi la credenza della Caccia Selvaggia precisa poi che il capo del Corteo sia "il Re dell'Inferno" in persona: "Hölle König", in tedesco - "Hell King" in inglese, che diventa "Hellequin" in bretone e "Alichino" in Dante (Inferno, 21.118 e 22.112). Da cui, com'è noto, Arlecchino.
Vi è poi l'elemento dell'acqua sacra, ultimo chiaro segno di religiosità celtica, successivamente cristianizzato dal simbolo del Battesimo.
E che quella fosse una zona ricca di chiare fresche e dolci acque - e che quindi rappresentasse una vera e propria area "benedetta" - è testimoniato anche dal culto di San Calocero (da non confondersi con San Calogero), cui è dedicata la Chiesa eretta all'interno della cinta muraria di Civate, la chiesa in città.